# Василий II Тёмный
Васи́лий II Васи́льевич Тёмный (10 марта 1415, Москва — 27 марта 1462, Москва) — великий князь московский с 1425 года, пятый (младший) сын великого князя владимирского и московского Василия I Дмитриевича и Софьи Витовтовны.

## Ранние годы

### Детство
Василий II родился 10 марта 1415 года в Москве, в семье великого князя Московского Василия I Дмитриевича и Софьи Витовтовны.

## Борьба за власть

### Начало
В 1389 году по завещанию Дмитрия Донского своим детям, в случае смерти Василия I Дмитриевича наследником назначался брат последнего, Юрий Дмитриевич. Сам же Василий I в своём завещании (1423 год) отдал жену и сыновей под защиту великого князя литовского Витовта.
27 февраля 1425 года, после смерти Василия I, Юрий вступил в борьбу за московский престол, предъявив свои права на великое княжение в соответствии с завещанием Дмитрия Донского. Стороны начали собирать союзников и войска.
Василий, объединив силы со своими дядьями (братьями Юрия) Андреем, Петром и Константином Дмитриевичами, выступил к Костроме, которая должна была стать опорным пунктом для наступления на Галич Мерьский. Однако до открытой войны дело на сей раз не дошло — при активном посредничестве митрополита Фотия, стороны сумели договориться, и Юрий отправил двух своих бояр к великому князю. По соглашению, заключённому боярами в Москве, Юрий обязан был «не искати княжениа великого собою».
Новое обострение борьбы было связано со смертью дмитровского князя Петра Дмитриевича. Юрий Дмитриевич, как и его противник, претендовал на Дмитров, однако удел умершего князя был присоединён к Москве. Тем не менее стороны вскоре пришли к соглашению, и Юрий 11 марта 1428 года подписал с Василием II докончание, в котором признал племянника «старшим братом».

### Возобновление борьбы
Василий I в своём завещании (1423 год) отдал жену и сыновей под защиту своего тестя, великого князя литовского Витовта, и после смерти Василия I (1425), Софья в 1427 официально передала Московское княжество под руку Витовта, который примерно в это же время заключил договоры с князьями тверским (1427), рязанским (1427) и пронским (1428), согласно которым они становились его вассалами. Самым крайним восточным владением Витовта была Тульская земля, которая передавалась ему по договору с рязанским князем Иваном Фёдоровичем.

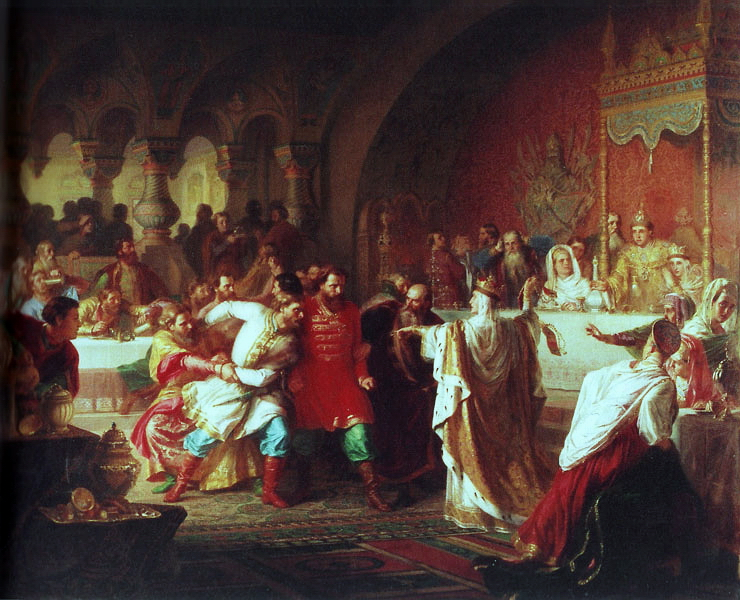
Карл Гун. «Великая княгиня София Витовтовна на свадьбе великого князя Василия Тёмного», (1861).
Военный музей имени Витаутаса Великого, Каунас, Литва

После смерти в 1430 году Витовта, деда Василия II, против последнего выступила коалиция удельных князей во главе с его дядей — звенигородским князем Юрием Дмитриевичем и его сыновьями Василием Косым и Дмитрием Шемякой. Зимой 1430 года Юрий Дмитриевич разорвал мирные отношения с Василием II. До масштабных боевых действий дело не дошло и в этот раз. Летом 1431 года ситуацию ухудшила смерть союзника Василия II — митрополита Фотия.
Осенью 1431 года Юрий и Василий II вместе отправились с дарами в Орду получить ярлык у ордынского хана Улу-Мухаммеда — споры между Юрием и Василием продолжились при активном участии хана. В конце концов в следующем, 1432 году, ярлык на великое княжение достался Василию благодаря усилиям боярина Ивана Всеволожа. Однако под давлением ордынского вельможи Тегини ярлык на княжение в Дмитрове хан отдал Юрию. В докончании от 1433 года Юрий Дмитриевич признал исключительное право великих князей в сношениях с Ордой.
Василий так и не отдал Юрию Дмитровский удел, посадив там своих наместников. Юрий не желал уступать Дмитров без борьбы, и лишь искал повод для начала войны. В то же время к нему бежал боярин Иван Дмитриевич Всеволожский, недовольный тем, что великий князь осенью 1432 года обручился с Марией, сестрой серпуховского князя Василия Ярославича (сам Всеволожский планировал женить великого князя на одной из своих дочерей).
8 февраля 1433 года в Москве состоялась свадьба Василия Васильевича с Марией Ярославной. На свадьбу прибыли сыновья Юрия Дмитриевича князь Дмитрий (Шемяка) вместе с братом Василием (Косым), Юрий Дмитриевич и Дмитрий Красный отсутствовали. Во время празднования Захарий Кошкин (по другой версии — Пётр Добрынский) «узнал» драгоценный пояс на Василии Юрьевиче: золотой пояс якобы был украден у великого князя Дмитрия Донского во время его свадьбы с Евдокией Дмитриевной в Коломне и в дальнейшем попал к Василию Косому. Присутствовавшая на торжестве Софья Витовтовна сорвала пояс с Василия Юрьевича, разгневав тем самым Юрьевичей и прервав период относительного спокойствия.
В 1433 князь Юрий, разгромив рать Василия II в битве на Клязьме, захватил Москву, но позже из-за немноголюдного населения (Василий II призвал всех москвичей поехать на время в Коломну), был вынужден отказаться от московского престола. Вскоре Василий II получил звание князя Коломенского. «Сей город сделался истинной столицей великого княжения и многолюдной и шумной», — описывает Н. М. Карамзин Коломну того времени. Коломна служила центром объединённых сил, сочувствовавших великому князю в его политике «собирания Руси». Многие жители покинули Москву, отказавшись служить князю Юрию, и направились в Коломну. Улицы Коломны были запружены подводами, и город на некоторое время превратился как бы в столицу Северо-Восточной Руси почти со всем административно-хозяйственным и политическим штатом. Перед лицом такой поддержки Василию II, Юрий предпочёл примириться с ним, и вернуть ему великокняжеский стол — которого, однако, в ходе последующей войны Василий лишался ещё несколько раз.

### Против Дмитрия Юрьевича (1436—1453)
7 июля 1445 года в битве под Суздалем Василий II с объединёнными русскими войсками потерпел поражение от казанского войска под командованием казанских царевичей — Махмуда и Якуба (сыновей хана Улу-Мухаммеда), в результате сам Василий II и его двоюродный брат Михаил Верейский были взяты в плен (содержались в Курмыше), но 1 октября 1445 года они были освобождены. Точных данных об условиях освобождения нет, однако это была огромная сумма, также ряд городов были отданы на кормление.
Также по условиям этого кабального договора, по мнению некоторых источников, было создано в пределах России, в Мещере, Касимовское ханство, первым ханом которого стал сын Улу-Мухаммеда — царевич Касим.

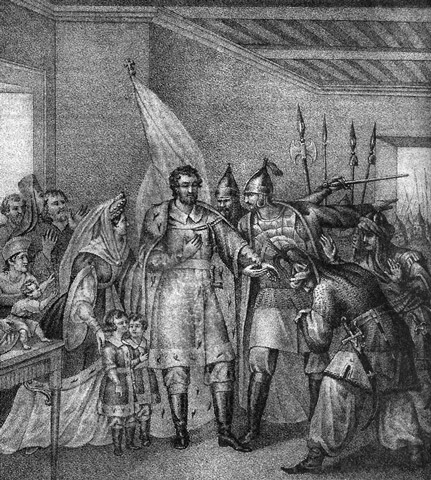
Борис Чориков. Князья и бояре вызываются возвратить Василию Тёмному великокняжеский престол, 1446 год

В 1446 году Василий II был захвачен в Троицком монастыре. Согласно источникам, узнав об близкой опасности, он заперся в Троицком соборе, а когда услышал, что его ищут, взял икону явления Божией Матери и с ней встретил князя Иоанна Можайского в южных церковных дверях, говоря: «Брат, мы целовали Животворящий Крест и эту икону в этой церкви Живоначальной Троицы у этого же гроба чудотворца Сергия, чтобы нам не мыслить и не желать никому от братии между собой никакого зла; а вот сейчас не знаю, что сбудется надо мной». Ночью 16 февраля от имени Дмитрия Юрьевича Шемяки, Ивана Можайского и Бориса Тверского, которые, как пишет Карамзин, велели ему сказать: «Для чего любишь татар и даёшь им русские города на кормление? Для чего серебром и золотом христианским осыпаешь неверных? Для чего изнуряешь народ податями? Для чего ослепил брата нашего, Василия Косого?», он был ослеплён (глаза Василия были выжжены оловом), отчего получил прозвище «Тёмный». После этого Василий был вместе с супругой отправлен в Углич (в монастырь), а мать его Софья Витовтовна отправлена в Чухлому. В 1447 году Василий посетил Ферапонтов монастырь и получил благословение игумена Мартиниана на поход против овладевшего Москвой Дмитрия Шемяки.
С большим трудом он вернул себе московский трон. Во время краткого правления Дмитрия Шемяки были выпущены монеты с надписью «Господарь всея земли Русской». Таким образом, возможно, Дмитрий Юрьевич стал первым в истории Москвы великим князем, употребившим в качестве официального титула на своих монетах сочетание «Господарь Земли Русской»:575. После возвращения Великого княжеского престола Василий II продолжил чеканить монеты со своим именем, но используя титул «Господарь (государь) Всея Руси».

## Внешняя политика

### Отношения с Литвой и Новгородом

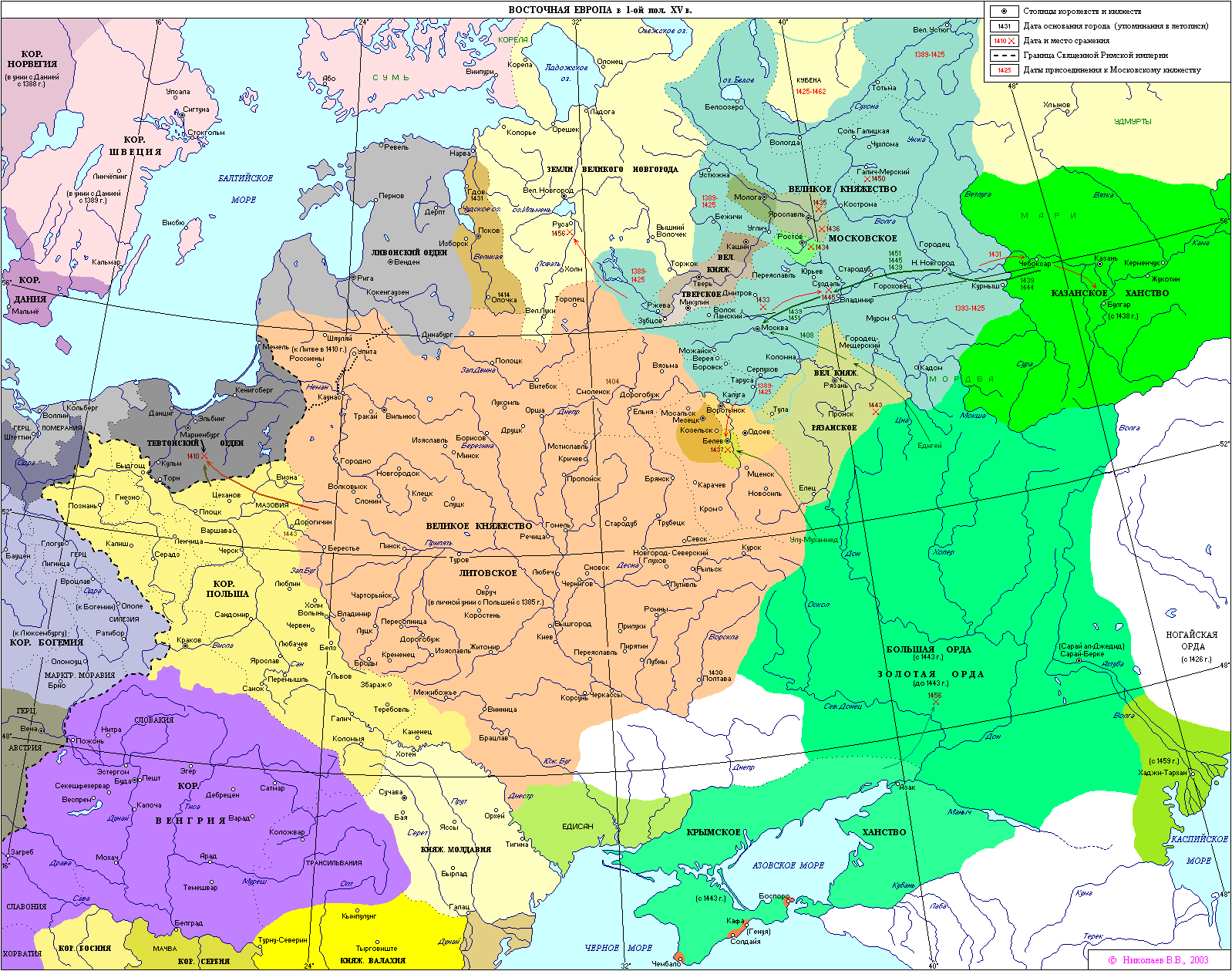
Политическая карта Восточной Европы в эпоху правления Василия II

После вторжения во Псковскую землю в 1426 году Витовт, не добившись успеха, начал переговоры с псковичами, союзниками Василия II. С целью смягчить условия мира Василий направил к Витовту своего посла Александра Владимировича Лыкова. Отношения между Псковом и Литвой, тем не менее, продолжали оставаться напряжёнными и после заключения перемирия.
Понимая неизбежность нового столкновения с Василием Косым, Василий II пытался нормализовать отношения с Новгородской республикой. Зимой 1435—1436 годов он уступил новгородцам часть спорных территорий, обязавшись послать своих людей для размежевания земель. После победы над Василием Косым великий князь отказался от выполнения прежних обязательств. Тем не менее новгородцы, желая сохранить свою самостоятельность в международных отношениях, не сопротивлялись политике Москвы (так, весной 1437 года Новгород без сопротивления уплатил Москве «чёрный бор» — одну из самых тяжёлых податей).
В 1440 году, после гибели от рук заговорщиков великого князя Сигизмунда, на литовской престол вступил Казимир Ягайлович (в 1447 году ставший также и королём польским). Новгородцы и псковичи поспешили заключить договоры с Казимиром. В ответ на это Василий II выступил в поход против Новгородской республики зимой 1440—1441 годах, захватил Демон и разорил ряд новгородских волостей; его союзники псковичи также опустошали Новгородскую землю. Новгородцы организовали ряд ответных разорительных походов в великокняжеские владения. Вскоре великий князь (вместе со псковичами) заключил с новгородским архиепископом Евфимием мирный договор, согласно которому Новгород выплачивал Москве огромный выкуп (8000 рублей).

В это же время в Литве разгорелась ссора между князем Юрием Семёновичем (Лугвеньевичем) и Казимиром. Закрепившийся в Смоленске Юрий после первой неудачной попытки был в итоге выбит Казимиром и бежал в Москву. В 1444 году Юрий Семёнович приехал в Новгород, но, не сумев обрести там княжения, вернулся в Литву, получив в 1445 году от Казимира Мстиславль. «Прорусская» партия Литвы оказалась в числе противников Казимира IV.

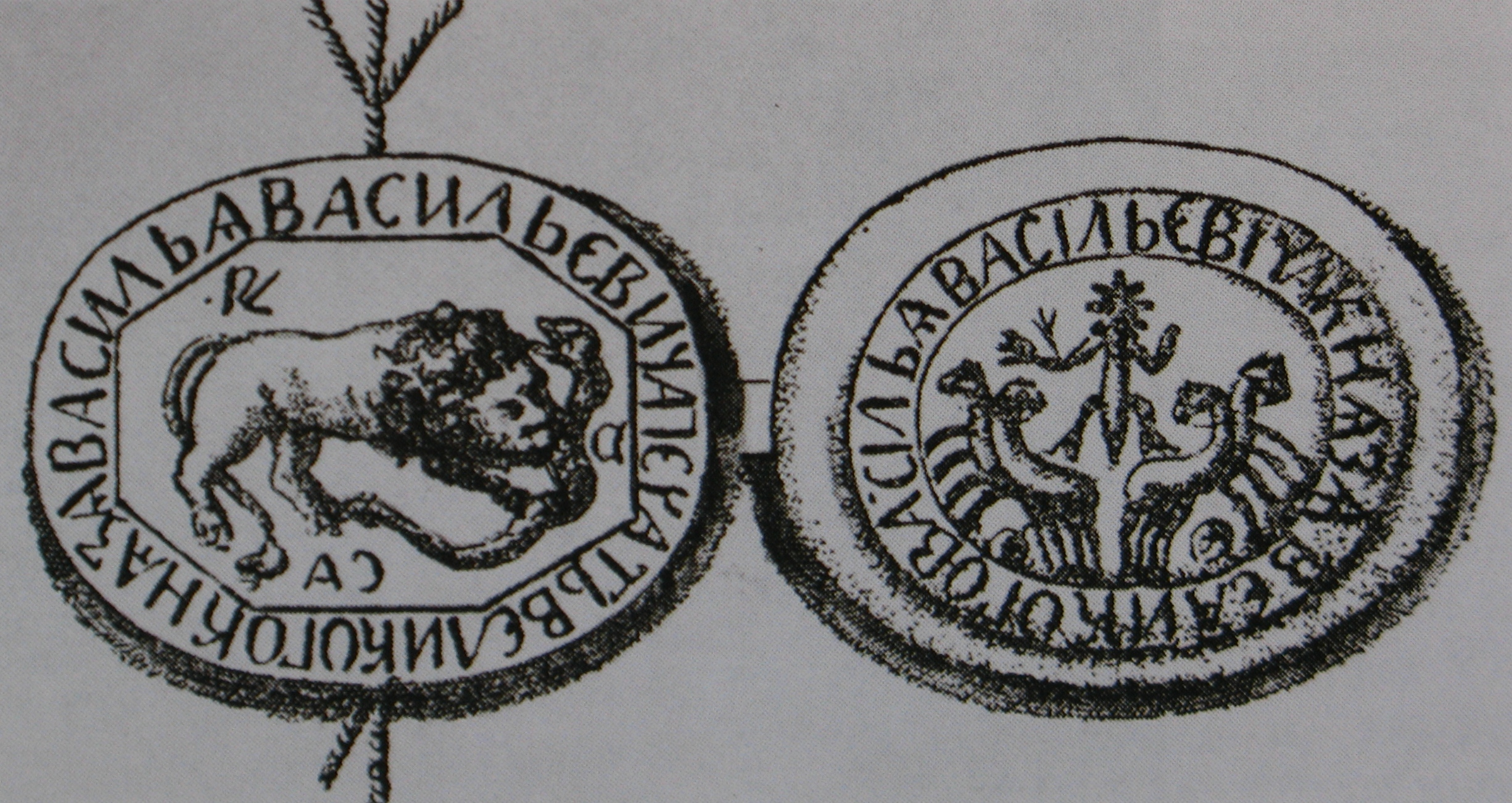
Печать Василия. Изображён возница, правящий четвёркой лошадей, скачущих в разные стороны

В 1444—1445 годах ВКМ и ВКЛ обменялись приграничными военными походами, и в конце концов между Василием II и Казимиром IV — на тот момент уже королём польским и великим князем Литовским — был заключён Вечный мир (1449), способствовавший внешнеполитической изоляции Дмитрия Шемяки и Новгородской республики, в которой тот укрепился после потери московского княжения. Василий со своей стороны обязался не поддерживать Михаила Сигизмундовича, возглавившего после смерти отца и Свидригайла Ольгердовича ту часть литовско-русской знати, которая выступала против усиления влияния польских феодалов и католической церкви в ВКЛ, и признал власть Казимира на всех русских землях, которые на тот момент находились в составе Великого княжества Литовского.
В 1453 году Дмитрий Шемяка был отравлен, а в 1456 году Новгородская республика была вынуждена признать свою зависимость от Москвы по Яжелбицкому договору.

### Отношения с Ордой
Напряжёнными были и отношения Московского княжества с Ордой. После тяжёлой войны с царевичем Сеид-Ахмедом, Улу-Мухаммед с небольшими силами расположился около городка Белев, вассального Литве. Ввиду важности города в экономическом и стратегическом отношениях Василий II в 1437 году послал против хана войска во главе Дмитрия Юрьевича Шемяки и Дмитрия Юрьевича Красного. Князья, достигнув Белева, опрокинули татар, вынудив их искать убежище в городе. Несмотря на то, что попытка овладеть городом для московских воевод оказалась неудачной, на следующий день татары пошли на переговоры. Понадеявшись на свои силы, воеводы разорвали переговоры и 5 декабря возобновили сражение. Русские полки были разбиты. Войска Улу-Мухаммеда отступили из-под Белева.

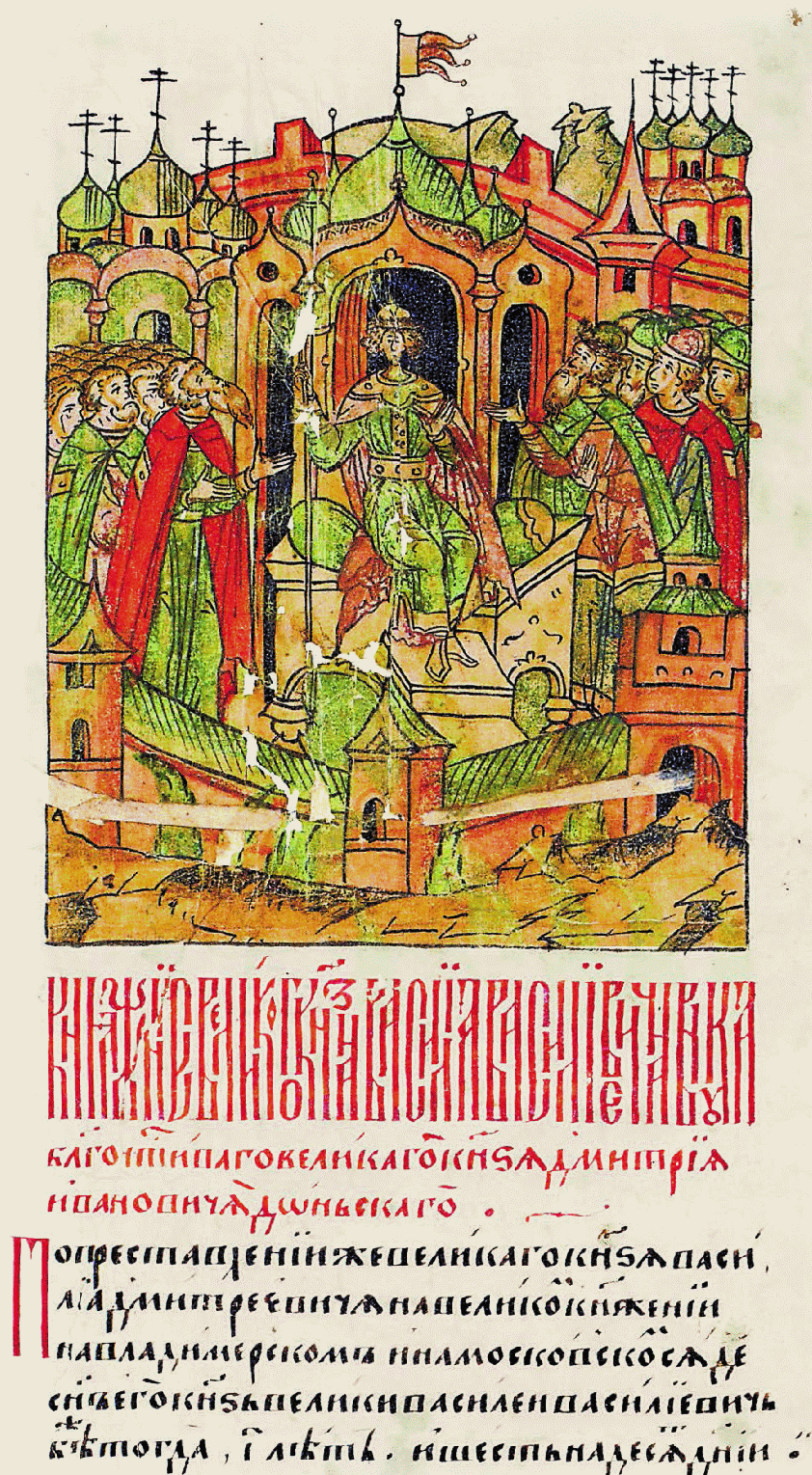
Василий II Тёмный садится на Московский престол

Под впечатлением от успеха под Белевым Улу-Мухаммед 3 июля 1439 года подступил к Москве. Василий II, не готовый к отражению войск противника, покинул Москву, возложив обязанности по обороне города на воеводу Юрия Патрикеевича. Не сумев овладеть городом, Улу-Мухаммед, простояв под Москвой 10 дней, повернул назад, разграбив окрестности.
Татарские набеги на русские земли не прекращались, участившиеся в конце 1443 года из-за сильных морозов. В конце концов недавний противник Руси царевич Мустафа в связи с тяжёлыми условиями проживания в степи обосновался в Рязани. Не желая терпеть присутствия татар на своих землях, Василий II выступил в поход против незваных гостей, и объединённые русско-мордовские войска разгромили татарское войско в битве на реке Листани. Царевич Мустафа был убит. Именно во время этого сражения впервые отличился Фёдор Васильевич Басёнок.
К середине 1440-х годов набеги Улу-Мухаммеда на Русь заметно участились, а в 1444 году хан начал строить планы по присоединению Нижнего Новгорода, чему способствовали тесные связи суздальско-нижегородских князей с ордынцами. Между великим московским князем Василием II и казанским ханом развернулась ожесточённая борьба за Нижний Новгород, бывший тогда богатым волжским городом и важным стратегическим центром. Зимой 1444 года хан, овладев Нижним Новгородом, продвинулся даже дальше, захватив Муром. В ответ на эти действия Василий Второй собрал войска и выступил из Москвы во время Крещения. Василий II, согласно летописным источникам, располагал внушительными силами, в связи с чем хан не решился вступать в бой и отступил к Нижнему Новгороду. Вскоре город был отбит, а татары были разбиты под Муромом и Гороховцом. Успешно завершив кампанию, великий князь возвратился в Москву.

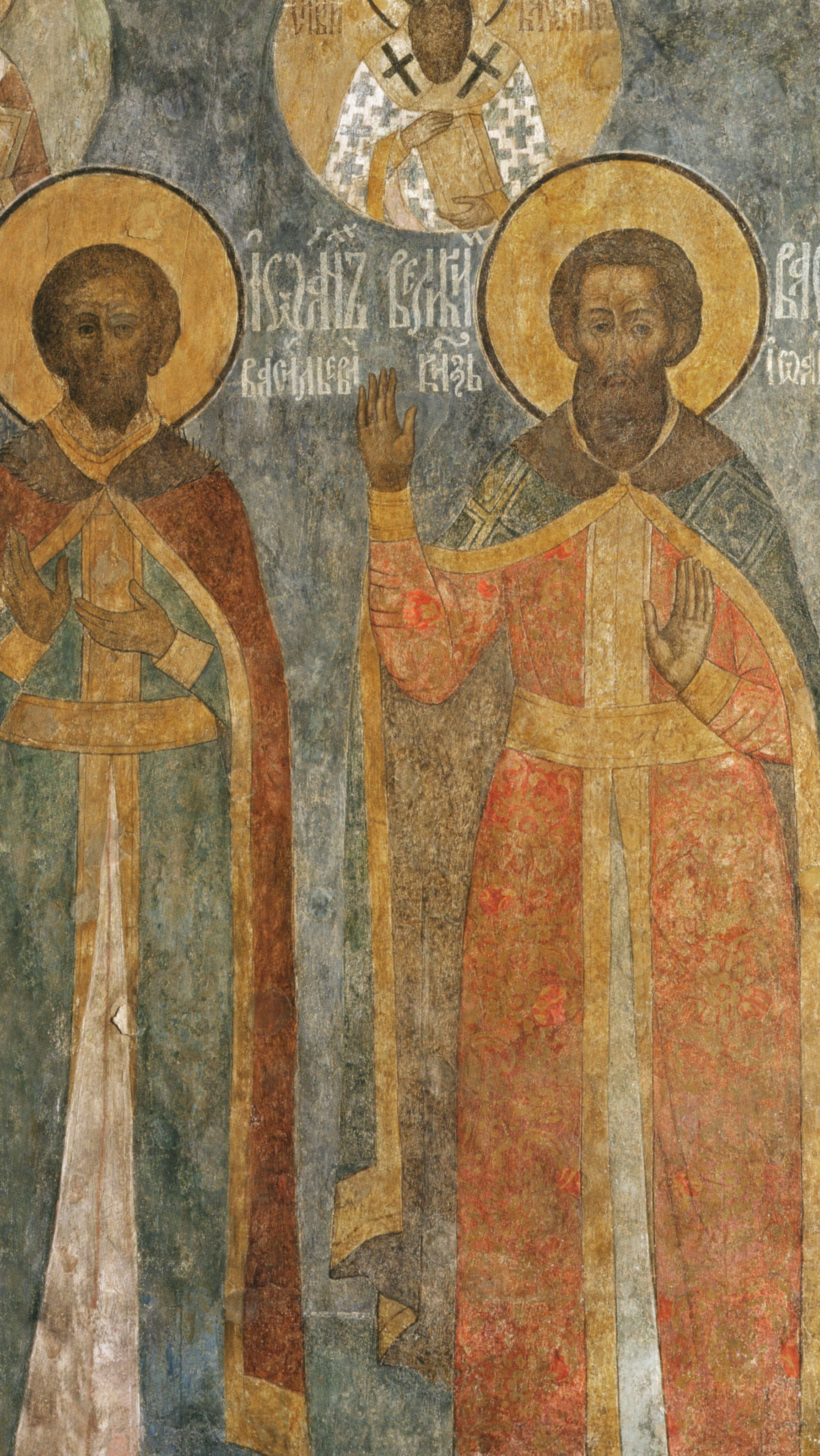
Фресковое изображение Ивана III и его отца Василия II Тёмного из некрополя Архангельского собора, Московского Кремля, 1652-1666 гг., написанное "против прежнего" изображения сер. XVI в.

Весной 1445 года хан Улу-Мухаммед послал в поход на Русь своих сыновей Мамутяка и Якуба. Узнав об этом, Василий II не придал этому событию важного значения, так как был успокоен успехами прошлого года. Из Москвы великий князь выступил в Юрьев, куда затем прибыли воеводы Федор Долголдов и Юрий Драница, оставившие Нижний Новгород. Поход был организован плохо: князья Иван и Михаил Андреевичи и Василий Ярославич прибыли к великому князю с малыми силами, а Дмитрий Шемяка и вовсе не принял участия в походе. Войско великого князя потерпело катастрофическое поражение в битве под Суздалем. Василий II попал в плен, но был отпущен 1 октября. Дмитрий Шемяка ненадолго утвердился на престоле. За Василия II был обещан большой выкуп. Кроме того, татарским феодалам были розданы «кормления» — право на поборы с населения Руси. 17 ноября 1445 года Василий II вернулся в Москву, но был встречен холодно, отчуждённо-враждебно.
В 1447 году княживший в Новгороде Дмитрий Шемяка отказался от посылки дани в Орду, вслед за чем от неё отказался и Василий. С 1449 по 1459 годы произошла серия вторжений орды Сеид-Ахмеда, не принесших решительных результатов. В частности, в 1450 году ордынцы были разбиты на реке Битюг в бассейне среднего течения Дона в ходе глубокого московского упреждающего похода, а в 1451 году татарами была осаждена Москва и сожжён её посад.

## Итоги правления
Василий II ликвидировал почти все мелкие уделы внутри Московского княжества, укрепил великокняжескую власть. В результате ряда военных походов усилилась зависимость от Москвы Суздальско-Нижегородского княжества, Новгородской земли, Пскова и Вятской земли. По приказу Василия II митрополитом был избран русский епископ Иона (1448 год). Его посвятил в митрополиты не Константинопольский патриарх, а собор русских архиереев, что стало началом независимости русской церкви от Константинопольского патриархата.
За несколько дней до кончины он приказал казнить детей боярских Боровского князя Василия из-за подозрений в заговоре.
Василий II был болен сухотной болезнью (туберкулёзом). Он велел лечить себя обычным в то время способом: по нескольку раз зажигать на разных частях тела трут. Это, естественно, не помогло, но в местах многочисленных ожогов развилась гангрена, и в марте 1462 года Василий II скончался. Завещание князя писал дьяк Василий по прозвищу Беда.

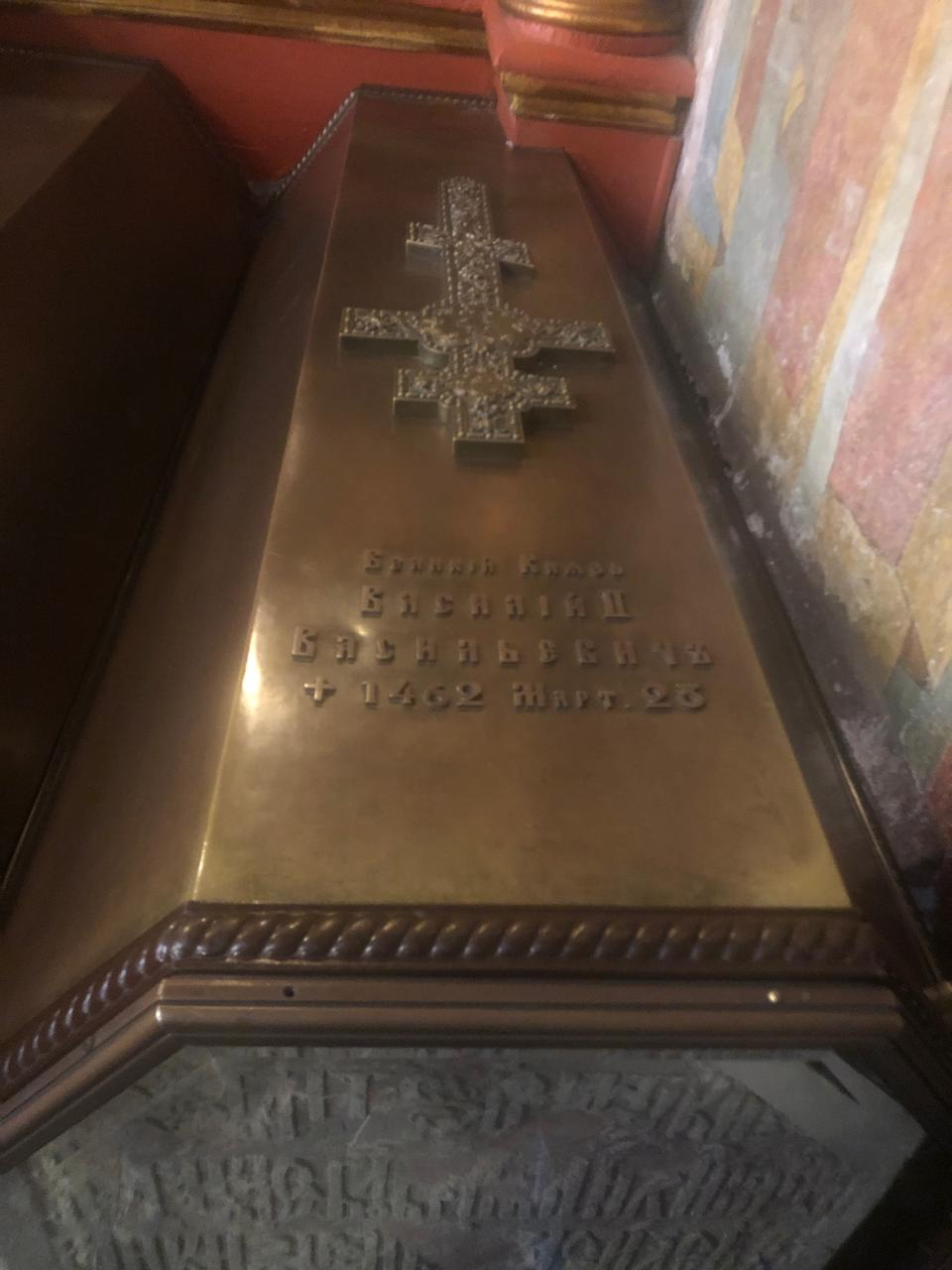
Надгробие в Архангельском соборе Московского Кремля

## Семья

### Жена и дети
Женой Василия II была Мария Ярославна, дочь удельного князя Ярослава Боровского. В октябре 1432 года состоялось их обручение, а 8 февраля 1433 года — свадьба. У Василия и Марии было десять детей:
- Юрий Большой (22 января 1437—1441).
- Иван III (22 января 1440 — 27 октября 1505) — великий князь московский с 1462 по 1505 год.
- Юрий (Георгий) Меньшой (22 ноября 1441 — 12 сентября 1473) — князь дмитровский, можайский, серпуховской.
- Андрей Большой (13 августа 1446 — 7 ноября 1493) — князь углицкий, звенигородский, можайский.
- Симеон (1 сентября 1447—1449).
- Борис Волоцкий (26 июля 1449 — 25 мая 1494) — князь волоцкий и рузский[15].
- Анна (1450 — 14 апреля 1501) жена с 1465 Василия Ивановича Рязанского (1447—1483).
- Андрей Меньшой (8 августа 1452 — 10 июля 1481) — князь вологодский.
- Дмитрий (30 сентября 1455 — до 1461).
- Мария (ум. в 1465 году).

## Память

### Кинематограф
- 2022 — «Сердце пармы» (исполнитель роли — Борис Романов)